# فانوس دریایی پیلسوم
۵۳°۲۹′۵۳″شمالی ۷°۰۲′۴۵″شرقی / ۵۳٫۴۹۸°شمالی ۷٫۰۴۵۷°شرقی

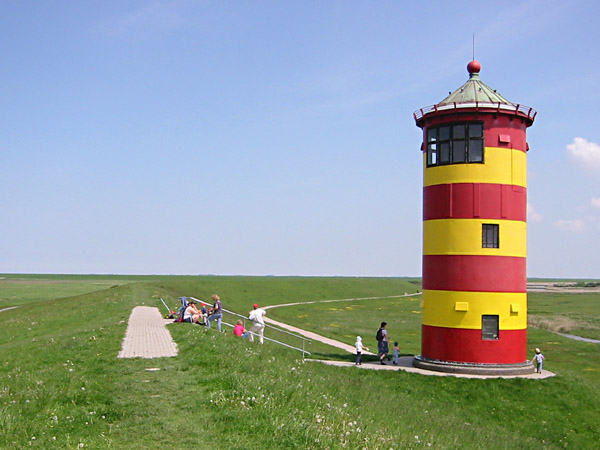
Pilsumer Leuchtturm

فانوس دریایی پیلسوم (به آلمانی: Pilsumer Leuchtturm) در سال ۱۸۹۱ به عنوان یک فانوس دریایی برای کانالی با نام Emshörn در سواحل دریای شمال آلمان ساخته شد.

## پیشینه
این فانوس دریایی بر روی یک تپه در نزدیکی روستای با نام Pilsum در محدوده منطقه ای Krummhörn واقع شده‌است. تا سال ۱۹۱۵ کشتی‌ها را از طریق یک کانال باریک در نزدیکی این فانوس دریایی هدایت می‌شدند. اما با شروع جنگ جهانی اول نور این فانوس دریایی خاموش شد تا کشتی‌های دشمن نتوانند مسیر را طی کنند. پس از پایان جنگ جهانی اول به دلیلی عوض شدن مسیر کانال آبی دیگر نیازی به کارکرد این فانوس دریایی نبود، ارتفاع سازه این فانوس دریایی ۱۱ متر است، ارتفاع نور آن از سطح دریا ۱۵ متر است. امروزه این برج یکی از شناخته شده‌ترین نمادهای فریزیای شرقی در کشور آلمان است.